# Dorfkirche Möllenbeck (Bismark)

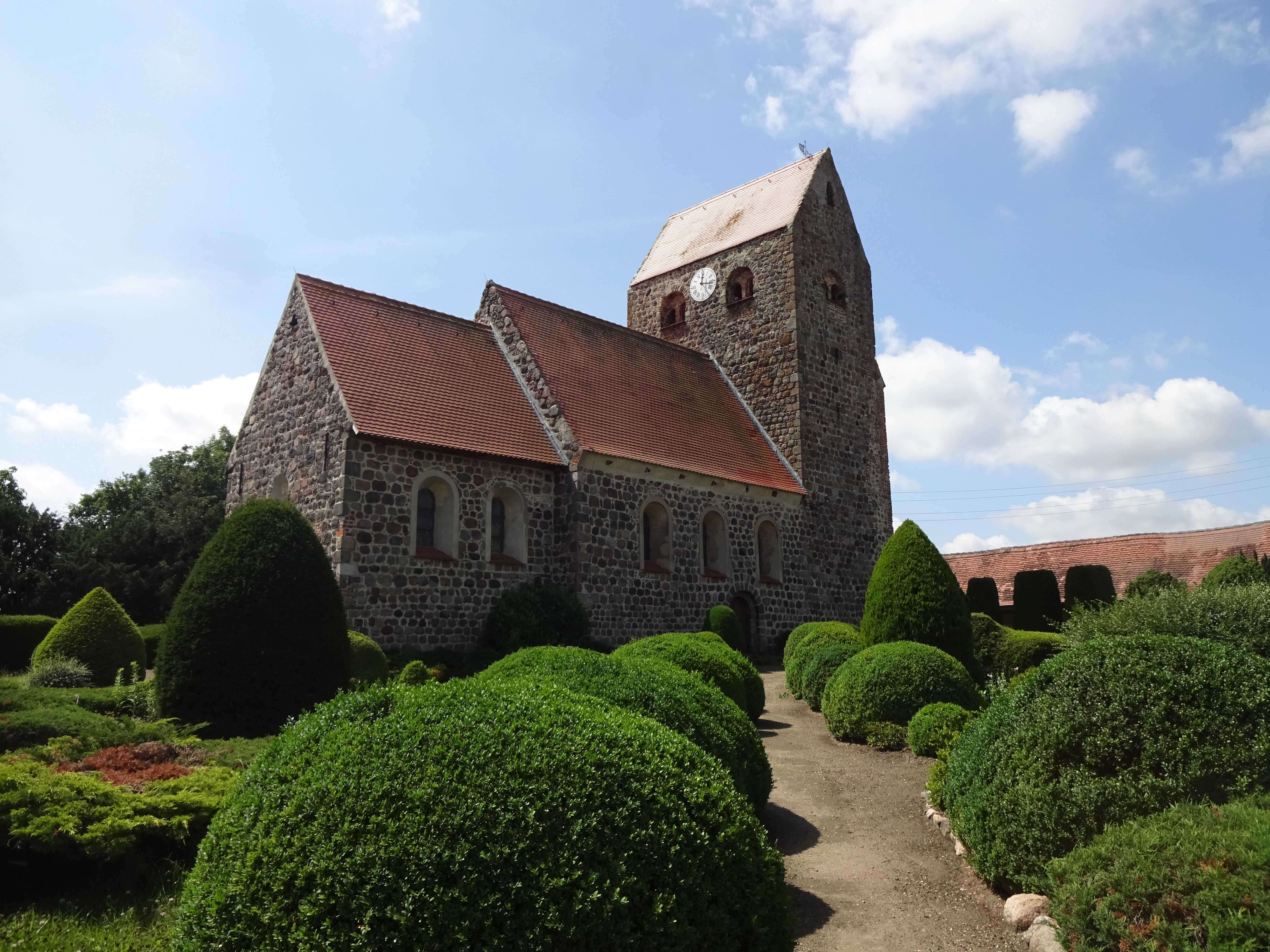
Dorfkirche Möllenbeck (Bismark)

Die evangelische Dorfkirche Möllenbeck ist eine romanische Saalkirche im Ortsteil Möllenbeck der Stadt Bismark im Landkreis Stendal in Sachsen-Anhalt. Sie gehört zum Pfarrbereich Garlipp im Kirchenkreis Stendal der Evangelischen Kirche in Mitteldeutschland.

## Geschichte und Architektur
Die auf einer leichten Anhöhe gelegene romanische Saalkirche wurde in der ersten Hälfte des 13. Jahrhunderts als Feldsteinbauwerk mit quadratischem Chor und Westquerturm erbaut. Der umgebende Friedhof ist aufwändig mit Buchsbaum und Koniferen bepflanzt.
1755 wurden die Fenster mit Stichbogen vergrößert. In ursprünglicher Form sind nur noch das Ostfenster und die beiden Nordportale erhalten; ebenfalls die Priesterpforte mit einem mächtigen halbrunden Schlussstein. Der Westturm ist mit gekuppelten rundbogigen Schallöffnungen aus Backstein versehen, nachträglich wurden Strebepfeiler an der Westseite angefügt.
Im Innern ist das Bauwerk mit einer flachen Holzbalkendecke geschlossen. Der Chor ist vom Schiff durch einen Triumphbogen mit Kämpfergesimsen geschieden. Der Turmraum ist durch ein spitzbogiges Quertonnengewölbe in großer Höhe abgeschlossen und wird nur durch eine rundbogige Öffnung zum Schiff geöffnet.
Links neben dem Nordportal ist in 2,5 Meter Höhe ein Granitfindling eingemauert, in den ein hufeisenähnliches Muster eingearbeitet ist. Dessen Bedeutung ist auch den Bewohnern des Dorfes nicht bekannt.

## Ausstattung
Die einfache Ausstattung wurde gegen Ende des 18. Jahrhunderts geschaffen. Das Innere zeigt Spuren einer Ausmalung aus dem Jahr 1914. Ein silbervergoldeter Abendmahlskelch aus dem Jahr 1510 gehört zu den liturgischen Gefäßen. Er trägt am Schaft eine Inschrift in Majuskeln: „Ave Maria grat“ und auf den Rotuli am Knauf in Majuskeln: „INRI“.
Die Kirche hat zwei Glocken. Die Stahlglocke aus dem Jahr 1920 stammt von Ulrich & Weule in Apolda-Bockenem. Sie hat einen Durchmesser von 1,10 Metern. Die etwas kleinere Bronzeglocke von 1464 trägt am Hals zwischen doppelten Riemenlinien eine Beschriftung in großer Minuskel.

“anno-domini-m-cccc-lxiiii ihesus-maria”